# Tour d'Italie féminin
Pour les articles homonymes, voir Giro.
Le Tour d'Italie féminin  (en italien : Giro d'Italia Donne) est une course cycliste féminine qui se tient tous les ans en Italie. La course disputée sur 10 étapes est la version féminine du Giro masculin. En 2016, le Tour d'Italie féminin intègre l'UCI World Tour féminin. Il est l'un des trois grands tours féminins actuels avec le Tour de France Femmes et le Tour d'Espagne féminin.
Contrairement au Tour d'Italie masculin, les droits de la course féminine n'appartiennent pas à RCS MediaGroup, mais à la Fédération cycliste italienne, qui en délègue l'organisation à un organisateur.

## Histoire

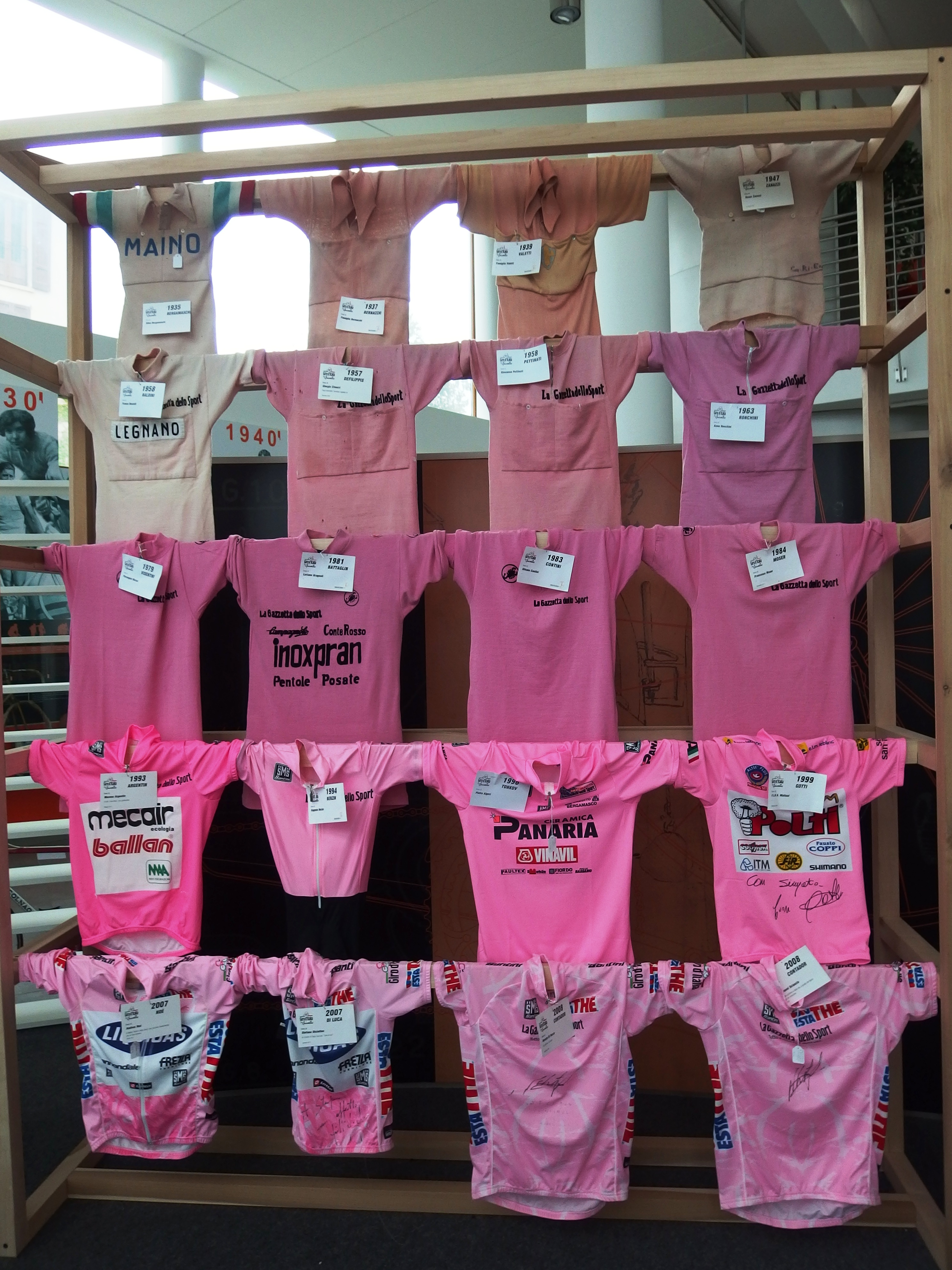
La coureuse en tête du classement général porte un maillot rose, comme sur le Tour d'Italie masculin

L'épreuve est créée en 1988 par Eugenio Bomboni (it) et Pasquale Piacente,,. Elle comporte alors huit étapes. L'Italienne Maria Canins, vainqueur en 1985 et 1986 du Tour de France, s'impose. La première vainqueur étrangère est Catherine Marsal en 1990, année où elle remporte toutes les principales épreuves. L'épreuve est arrêtée à cause de difficultés économiques. Elle reprend après une pause de deux ans. De 1995 à 1998, Fabiana Luperini remporte l'épreuve par quatre reprises grâce à ses talents de grimpeuse principalement. Elle n'est pas au départ en 1999 et l'Espagnole Joane Somarriba gagne. Elle réitère sa prestation l'année suivante malgré la présence de l'Italienne. L'arrivée 2003 est un contre-la-montre dans le centre de Venise,.
En 2002, la Fédération cycliste italienne confie l'organisation à Giuseppe Rivolta afin de sauver l'épreuve. Il reste dans l'équipe organisatrice au moins jusqu'en 2021.
En 2005, il y une incursion en Suisse avec notamment un contre-la-montre en côte dans le Col du Simplon. La Grande Boucle féminine internationale disparaît en 2010 et le Tour de l'Aude en 2011, le Tour d'Italie devient le seul grand tour féminin. L'édition 2010 fait la part belle à la montagne avec l'ascension du Stelvio, du Col de la Bernina, en Suisse, et du Col de Livigno. La Madonna del Ghisallo est également au programme. Elle est remportée par la grimpeuse Mara Abbott, première vainqueur non-européenne. Marianne Vos, en pleine domination, remporte par trois fois la course. En 2011, le légendaire col du Mortirolo est escaladé, mais par le versant sud, nettement plus facile que l'autre. Vos remporte l'étape. En 2013, la course ne compte que huit étapes. La difficulté du parcours s'est accrue avec les années. La fin des années 2010 est marquée par le duel entre Anna van der Breggen et Annemiek van Vleuten, chacune ayant finalement quatre victoires à leur palmarès. Le prologue et une étape en 2015 ont lieu en Slovénie. En 2020, des chemins blancs, typique des Strade Bianche, sont empruntés. En 2024, RCS MediaGroup, l'organisateur du Tour d'Italie masculin, devient l'organisateur de la course.
Parmi les autres ascensions régulières du Tour : la montée des lacs de Cancano est escaladée en 2011, et en 2019. San Domenico di Varzo constitue une arrivée au sommet en 2013, 2014 et 2015. La Madonna del Ghisallo est montée en 2004, 2006, 2010, 2014. Le Monte Serra est aussi un classique, il est passé en : 1998, 1999 (à deux reprises), 2007, 2008 et 2009. Le Monte Zoncolan est au parcours en 1997 et en 2018. Le Zoncolan est donc apparu au parcours du Tour d'Italie féminin avant de faire partie de l'épreuve masculine. Le col du Mortirolo est monté en 2011 et 2016, cette seconde fois par l'ouest. Le Blockhaus est monté pour la première fois en 2024.
La course intègre le nouveau calendrier UCI World Tour féminin en 2016. Contrairement aux exigences de l'Union cycliste internationale, aucune diffusion télévisée n'est mise en place en 2020. De ce fait, le Tour d'Italie est temporairement rétrogradé dans le calendrier de l'UCI ProSeries en 2021. Un an plus tard, la course est réintégrée dans l'UCI World Tour féminin 2022.
De 2021 à 2023, la responsabilité de l'organisation incombe à PMG Sport/Starlight. Début 2023, la fédération attribue les droits d'organisation pour 2024 à 2027 à RCS MediaGroup. En conséquence, le Giro féminin 2026 est décalé de sa date traditionnelle de juillet, de sorte qu'il débute à la fin du mois de mai, le week-end où se termine le Giro masculin.

## Palmarès

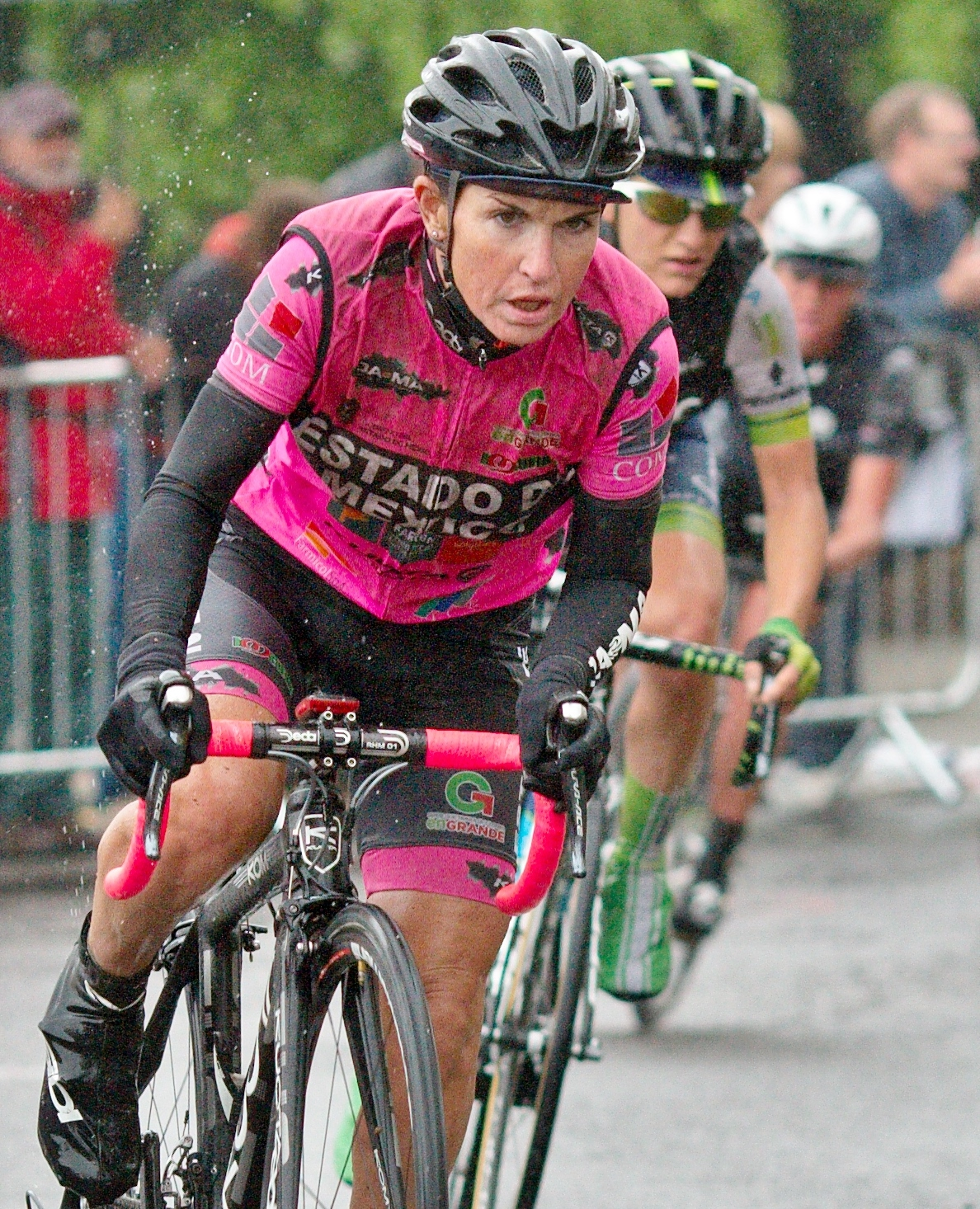
Fabiana Luperini le record de victoires avec 5 Giro à son palmarès, elle a aussi le plus de victoires au classement de la montagne (5)

| Année                        | Vainqueur                          | Deuxième               | Troisième            |
| ---------------------------- | ---------------------------------- | ---------------------- | -------------------- |
| 1988                         | Maria Canins                       | Elizabeth Hepple       | Petra Rossner        |
| 1989                         | Roberta Bonanomi                   | Aleksandra Koliaseva   | Tea Vikstedt-Nyman   |
| 1990                         | Catherine Marsal                   | Maria Canins           | Kathy Watt           |
| Non disputée en 1991 et 1992 |                                    |                        |                      |
| 1993                         | Lenka Ilavská                      | Luzia Zberg            | Imelda Chiappa       |
| 1994                         | Michela Fanini                     | Kathy Watt             | Luzia Zberg          |
| 1995                         | Fabiana Luperini                   | Luzia Zberg            | Roberta Bonanomi     |
| 1996                         | Fabiana Luperini                   | Alessandra Cappellotto | Imelda Chiappa       |
| 1997                         | Fabiana Luperini                   | Linda Jackson          | Edita Pučinskaitė    |
| 1998                         | Fabiana Luperini                   | Linda Jackson          | Barbara Heeb         |
| 1999                         | Joane Somarriba                    | Swetlana Bubnenkowa    | Daniela Veronesi     |
| 2000                         | Joane Somarriba                    | Alessandra Cappellotto | Valentina Polkhanova |
| 2001                         | Nicole Brändli Zinaida Stahurskaia | Diana Žiliūtė          | Edita Pučinskaitė    |
| 2002                         | Swetlana Bubnenkowa                | Zinaida Stahurskaia    | Diana Žiliūtė        |
| 2003                         | Nicole Brändli                     | Edita Pučinskaitė      | Joane Somarriba      |
| 2004                         | Nicole Cooke                       | Fabiana Luperini       | Priska Doppmann      |
| 2005                         | Nicole Brändli                     | Joane Somarriba        | Edita Pučinskaitė    |
| 2006                         | Edita Pučinskaitė                  | Nicole Brändli         | Susanne Ljungskog    |
| 2007                         | Edita Pučinskaitė                  | Nicole Brändli         | María Isabel Moreno  |
| 2008                         | Fabiana Luperini                   | Amber Neben            | Claudia Häusler      |
| 2009                         | Claudia Häusler                    | Mara Abbott            | Nicole Brändli       |
| 2010                         | Mara Abbott                        | Judith Arndt           | Tatiana Guderzo      |
| 2011                         | Marianne Vos                       | Emma Pooley            | Judith Arndt         |
| 2012                         | Marianne Vos                       | Emma Pooley            | Evelyn Stevens       |
| 2013                         | Mara Abbott                        | Tatiana Guderzo        | Claudia Häusler      |
| 2014                         | Marianne Vos                       | Pauline Ferrand-Prévot | Anna van der Breggen |
| 2015                         | Anna van der Breggen               | Mara Abbott            | Megan Guarnier       |
| 2016                         | Megan Guarnier                     | Evelyn Stevens         | Anna van der Breggen |
| 2017                         | Anna van der Breggen               | Elisa Longo Borghini   | Annemiek van Vleuten |
| 2018                         | Annemiek van Vleuten               | Ashleigh Moolman       | Amanda Spratt        |
| 2019                         | Annemiek van Vleuten               | Anna van der Breggen   | Amanda Spratt        |
| 2020                         | Anna van der Breggen               | Katarzyna Niewiadoma   | Elisa Longo Borghini |
| 2021                         | Anna van der Breggen               | Ashleigh Moolman       | Demi Vollering       |
| 2022                         | Annemiek van Vleuten               | Marta Cavalli          | Mavi García          |
| 2023                         | Annemiek van Vleuten               | Juliette Labous        | Gaia Realini         |
| 2024                         | Elisa Longo Borghini               | Lotte Kopecky          | Neve Bradbury        |
| 2025                         | Elisa Longo Borghini               | Marlen Reusser         | Sarah Gigante        |

## Classements annexes

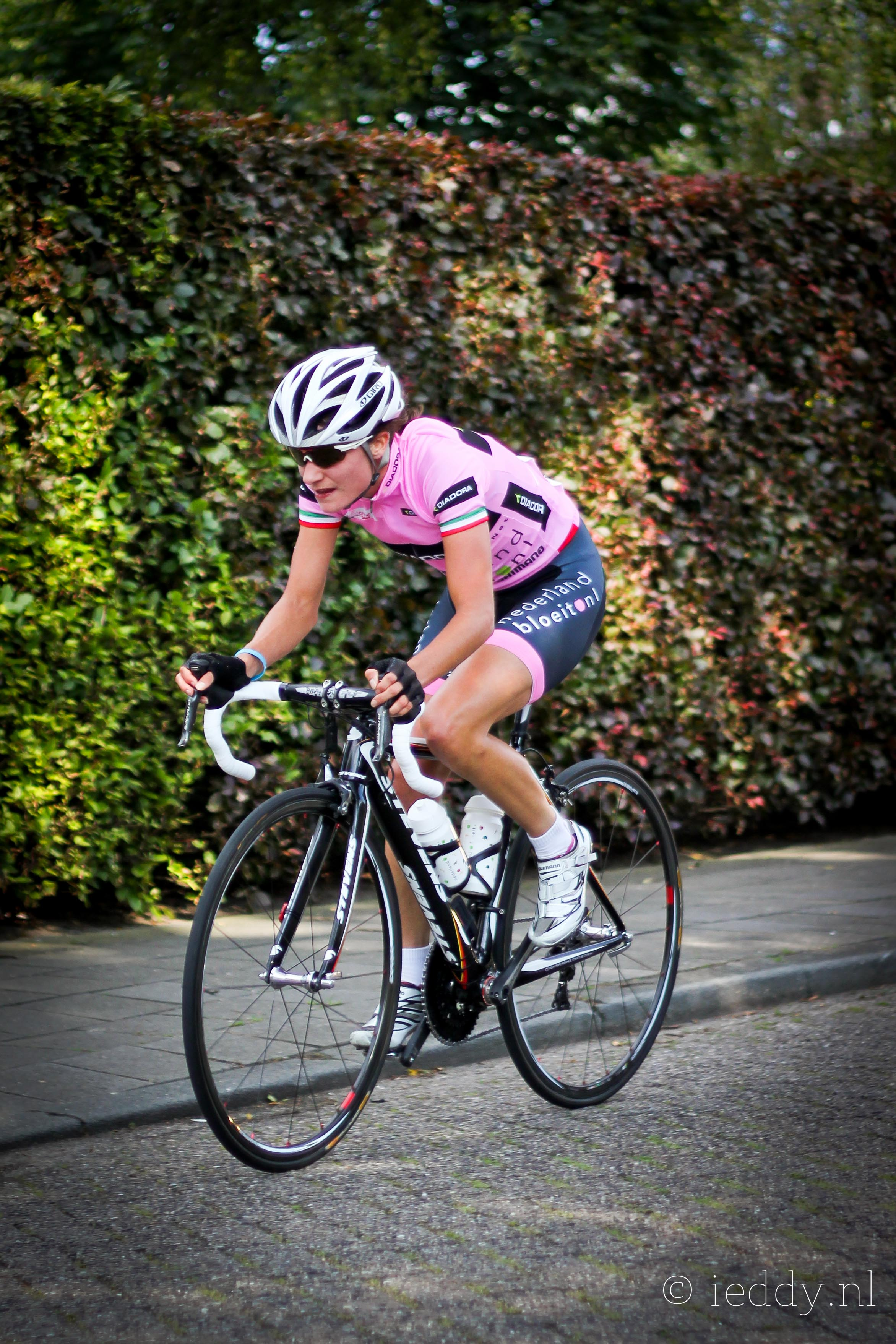
Marianne Vos compte 3 victoires finales, 7 classement par points (record) et 32 victoires d'étape (record) sur l'épreuve

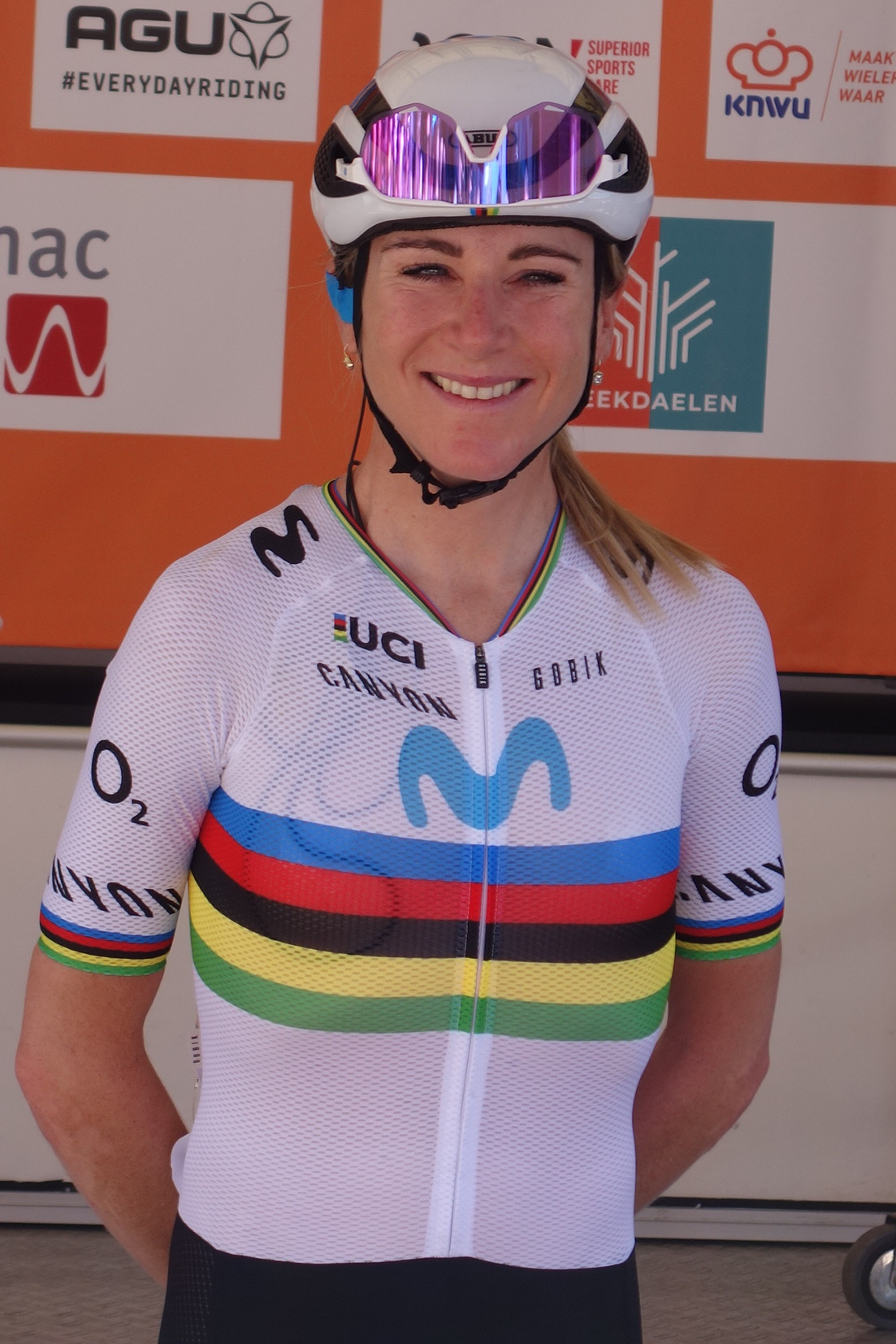
Annemiek van Vleuten, 4 victoires, est une des protagonistes de la fin des années 2010

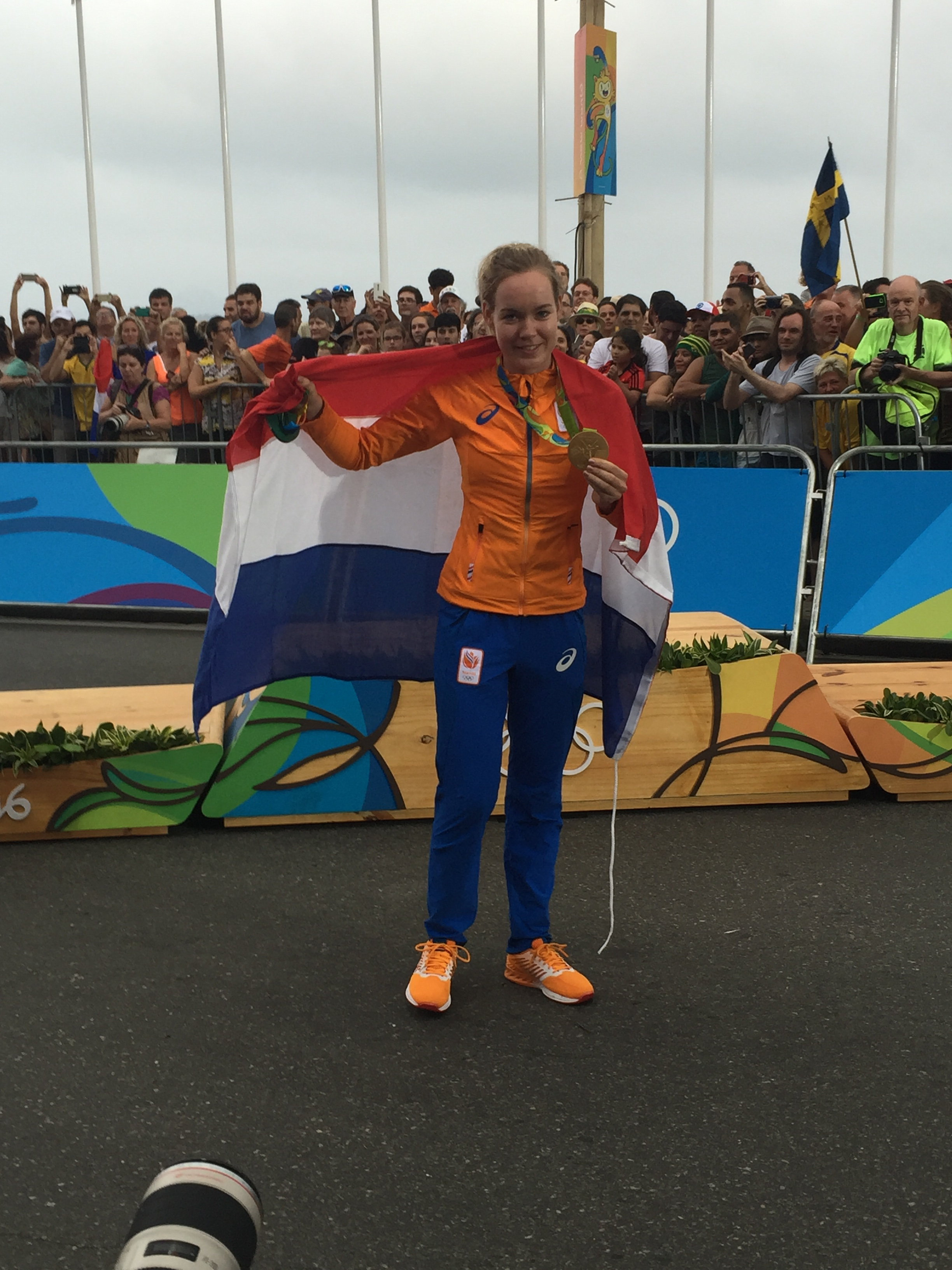
Anna van der Breggen, 4 victoires, est l'autre protagoniste de la fin des années 2010

| Année | Classement par points | Meilleure grimpeuse   | Meilleure jeune           |
| ----- | --------------------- | --------------------- | ------------------------- |
| 1988  | Petra Rossner         | Maria Canins          | Angela Kindling           |
| 1989  | Petra Rossner         | Roberta Bonanomi      | Aleksandra Koliaseva      |
| 1990  | Kathy Watt            | Catherine Marsal      | Catherine Marsal          |
| 1993  | Luzia Zberg           | Lenka Ilavská         | Michela Fanini            |
| 1994  | Imelda Chiappa        | Sigrid Corneo         | Edita Pučinskaitė         |
| 1995  | Petra Rossner         | Fabiana Luperini      | Fabiana Luperini          |
| 1996  | Imelda Chiappa        | Fabiana Luperini      | Élisabeth Chevanne-Brunel |
| 1997  | Diana Žiliūtė         | Fabiana Luperini      | Edita Pučinskaitė         |
| 1998  | Anna Wilson           | Fabiana Luperini      | Cindy Pieters             |
| 1999  | Swetlana Bubnenkowa   | Daniela Veronesi      | Tatiana Stiajkina         |
| 2000  | Swetlana Bubnenkowa   | Edita Pučinskaitė     | Nicole Brändli            |
| 2001  | Nicole Brändli        | Mari Holden           | Nicole Brändli            |
| 2002  | Zinaida Stahurskaia   | Zinaida Stahurskaia   | Sara Carrigan             |
| 2003  | Regina Schleicher     | Jolanta Polikevičiūtė | Modesta Vžesniauskaitė    |
| 2004  | Oenone Wood           | Swetlana Bubnenkowa   | Nicole Cooke              |
| 2005  | Giorgia Bronzini      | Svetlana Boubnenkova  | Volha Hayeva              |
| 2006  | Susanne Ljungskog     | Edita Pučinskaitė     |                           |
| 2007  | Marianne Vos          | Svetlana Boubnenkova  | Tatiana Guderzo           |
| 2008  | Ina-Yoko Teutenberg   | Fabiana Luperini      | Claudia Häusler           |
| 2009  | Claudia Häusler       | Mara Abbott           | Elizabeth Armitstead      |
| 2010  | Marianne Vos          | Emma Pooley           | Marianne Vos              |
| 2011  | Marianne Vos          | Marianne Vos          | Elena Berlato             |
| 2012  | Marianne Vos          | Emma Pooley           | Elisa Longo Borghini      |
| 2013  | Marianne Vos          | Mara Abbott           | Francesca Cauz            |
| 2014  | Marianne Vos          | Emma Pooley           | Pauline Ferrand-Prévot    |
| 2015  | Megan Guarnier        | Flávia Oliveira       | Katarzyna Niewiadoma      |
| 2016  | Megan Guarnier        | Elisa Longo Borghini  | Katarzyna Niewiadoma      |
| 2017  | Annemiek van Vleuten  | Annemiek van Vleuten  | Cecilie Uttrup Ludwig     |
| 2018  | Annemiek van Vleuten  | Amanda Spratt         | Sofia Bertizzolo          |
| 2019  | Annemiek van Vleuten  | Annemiek van Vleuten  | Juliette Labous           |
| 2020  | Marianne Vos          | Cecilie Uttrup Ludwig | Mikayla Harvey            |
| 2021  | Anna van der Breggen  | Lucinda Brand         | Niamh Fisher-Black        |
| 2022  | Annemiek van Vleuten  | Kristen Faulkner      | Niamh Fisher-Black        |
| 2023  | Annemiek van Vleuten  | Annemiek van Vleuten  | Gaia Realini              |
| 2024  | Lotte Kopecky         | Justine Ghekiere      | Neve Bradbury             |
| 2025  | Lorena Wiebes         | Sarah Gigante         | Antonia Niedermaier       |

### Statistiques
Victoires par pays
| #  | Pays        | Victoires |
| -- | ----------- | --------- |
| 1  | Pays-Bas    | 11        |
| 2  | Italie      | 10        |
| 3  | Suisse      | 3         |
| .  | États-Unis  | 3         |
| 4  | Espagne     | 2         |
| .  | Lituanie    | 2         |
| 7. | Allemagne   | 1         |
| .  | France      | 1         |
| .  | Royaume-Uni | 1         |
| .  | Russie      | 1         |
| .  | Slovaquie   | 1         |

Victoires finales
5 victoires :  Fabiana Luperini
4 victoires :  Anna van der Breggen et  Annemiek van Vleuten
3 victoires :  Nicole Brändli et  Marianne Vos
2 victoires :  Joane Somarriba,  Edita Pučinskaitė,  Mara Abbott et  Elisa Longo Borghini
Podium finals
7 podiums :  Anna van der Breggen
Classement par points
7 succès :  Marianne Vos
Classement de la montagne
5 succès :  Fabiana Luperini
Classement de la meilleure jeune
2 succès :  Nicole Brändli,  Katarzyna Niewiadoma et  Niamh Fisher-Black
Victoires d'étapes par pays (1988 à 2025)
| Pays (28)        | Nombre d'étapes |
| ---------------- | --------------- |
| Pays-Bas         | 80              |
| Italie           | 73              |
| Allemagne        | 56              |
| États-Unis       | 23              |
| Australie        | 21              |
| Lituanie         | 18              |
| Russie           | 18              |
| Suisse           | 15              |
| Royaume-Uni      | 10              |
| France           | 8               |
| Finlande         | 6               |
| Belgique         | 5               |
| Biélorussie      | 5               |
| Espagne          | 5               |
| Canada           | 3               |
| Suède            | 3               |
| Saint-Marin      | 2               |
| Slovaquie        | 2               |
| Afrique du Sud   | 1               |
| Autriche         | 1               |
| Danemark         | 1               |
| Hongrie          | 1               |
| Japon            | 1               |
| Kazakhstan       | 1               |
| Maurice          | 1               |
| Norvège          | 1               |
| Nouvelle-Zélande | 1               |

Record de victoires d'étapes
| Coureuse             | Nombre d'étapes |
| -------------------- | --------------- |
| Marianne Vos         | 32              |
| Petra Rossner        | 18              |
| Annemiek van Vleuten | 16              |
| Fabiana Luperini     | 15              |
| Ina-Yoko Teutenberg  | 13              |

## Parcours

### Nombre d'étapes et kilométrage

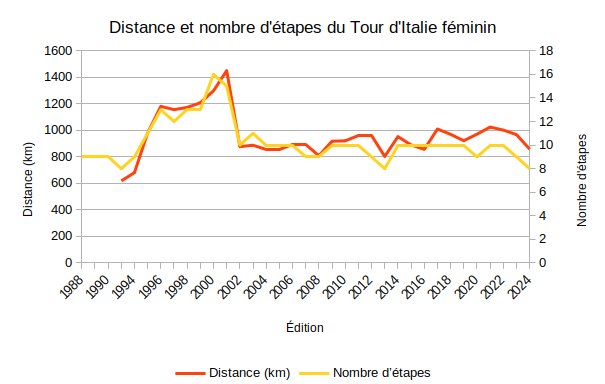
Nombre d'étapes (incluant demi-étapes et prologues) et distance des différentes éditions

Le Tour d'Italie féminin comprend généralement autour de dix étapes. De 1995 à 2001, il y en avait plus avec un pic de seize étapes et demi-étapes en 2000. La distance oscille entre 619 km en 1993 et 1 450 km en 2001, elle est néanmoins généralement comprise entre 850 et 1 000 km.

### Contre-la-montre

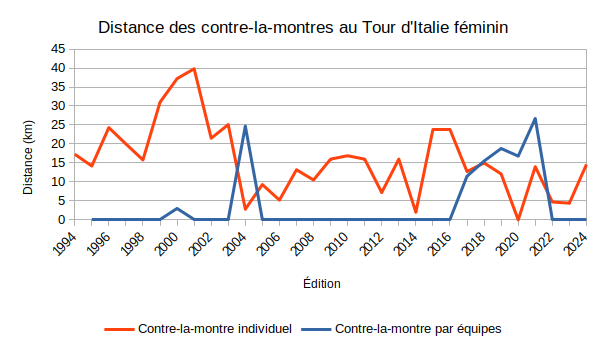
Distance des contre-la-montres individuel et par équipes

Selon les éditions, le parcours comprend plus ou moins de kilomètres de contre-la-montre. Les distances sont élevés entre 1999 et 2001 avec plus de 30 km au programme. Ceci coïncide avec la fin de la série de victoire de Fabiana Luperini, notoirement médiocre dans l'exercice chronométré. En 2003, le contre-la-montre de la dernière étape est décisif dans l'attribution de la victoire de Nicole Brändli face à Edita Pučinskaitė,. La distance diminue brutalement en 2004. Un contre-la-montre par équipes est organisé lors de cette édition, mais peut difficilement être qualifié de succès, deux des principales favorites : Joane Somarriba et Nicole Brändli y perdant toute chance de victoire finale. En 2005, le contre-la-montre individuel est en montagne dans les pentes du col du Simplon. Un contre-la-montre en montagne a également lieu en 2007 sur le Monte Serra. En 2014, le seul exercice chronométré est le prologue de 2 km. À contrario, 2015 et 2016 sont des éditions avec relativement plus de kilomètres en solitaire avec plus de 20 km. De 2017 à 2021, un contre-la-montre par équipes inaugure l'épreuve. En 2021, le contre-la-montre de montagne se déroule sur le territoire de Formazza.

### Régions traversées
L'épreuve traverse les différentes régions d'Italie. Le tableau ci-dessous montre, les régions du Nord : Vénétie, Lombardie, Piémont et l'Émilie-Romagne sont nettement plus parcourues que celles du Sud. La Toscane était très parcourue pendant les premières éditions, mais sa présence se raréfie avec le temps. 
Régions italiennes traversées
| Année | VAL | PIE | LOM | TRE | VEN | FRI | LIG | EMI | TOS | UMS | MAR | LAZ | ABR | MOL | CAM | PUG | BAS | CAL | SIC | SAR |
| ----- | --- | --- | --- | --- | --- | --- | --- | --- | --- | --- | --- | --- | --- | --- | --- | --- | --- | --- | --- | --- |
| 1988  |     |     | X   |     |     |     |     | X   | X   | X   | X   | X   |     |     |     |     |     |     |     |     |
| 1989  |     |     |     |     | X   |     |     | X   | X   |     |     | X   |     |     |     |     |     | X   | X   |     |
| 1990  |     |     |     |     | X   |     |     | X   | X   |     |     | X   | X   | X   | X   |     |     | X   |     |     |
| 1993  |     | X   | X   |     | X   |     | X   |     | X   |     |     |     |     |     |     |     |     |     |     |     |
| 1994  |     | X   | X   |     | X   | X   | X   |     | X   |     |     |     |     |     |     |     |     |     |     |     |
| 1995  |     |     | X   | X   | X   |     | X   | X   | X   |     |     |     |     |     |     |     |     |     |     |     |
| 1996  |     | X   | X   | X   | X   |     |     | X   | X   |     |     | X   |     |     |     |     |     |     |     |     |
| 1997  |     |     |     |     | X   | X   |     | X   |     | X   | X   |     | X   |     |     |     |     |     |     |     |
| 1998  |     |     |     | X   | X   |     |     | X   | X   | X   |     | X   |     |     |     |     |     |     |     | X   |
| 1999  |     | X   |     |     | X   |     |     | X   | X   | X   | X   |     |     |     |     |     |     |     |     |     |
| 2000  |     | X   | X   | X   | X   |     |     | X   |     |     |     |     |     |     |     |     |     |     |     |     |
| 2001  |     |     |     | X   | X   | X   |     | X   |     |     |     |     |     |     |     | X   |     | X   | X   |     |
| 2002  |     | X   | X   |     |     |     |     | X   | X   |     |     |     |     |     |     |     |     |     |     |     |
| 2003  |     |     |     |     | X   |     |     |     |     |     | X   |     | X   | X   | X   |     |     |     |     |     |
| 2004  |     |     | X   |     | X   | X   |     |     |     |     |     |     |     |     |     |     |     |     |     |     |
| 2005  |     | X   | X   |     | X   |     |     |     |     |     |     |     |     |     |     |     |     |     |     |     |
| 2006  |     | X   | X   |     |     |     |     |     | X   | X   |     | X   |     |     |     |     |     |     |     |     |
| 2007  |     | X   | X   |     | X   |     |     | X   | X   |     |     |     |     |     |     |     |     |     |     |     |
| 2008  |     | X   | X   |     | X   |     |     | X   | X   |     |     |     |     |     |     |     |     |     |     |     |
| 2009  |     |     |     |     |     |     |     |     | X   |     | X   |     | X   | X   | X   | X   |     |     |     |     |
| 2010  |     | X   | X   |     | X   | X   |     |     |     |     |     |     |     |     |     |     |     |     |     |     |
| 2011  |     | X   | X   |     | X   |     |     | X   |     |     | X   | X   | X   |     |     |     |     |     |     |     |
| 2012  |     | X   | X   |     | X   |     |     | X   | X   |     |     | X   |     |     | X   |     |     |     |     |     |
| 2013  |     | X   | X   |     |     |     | X   |     |     |     | X   |     |     | X   | X   | X   |     |     |     |     |
| 2014  |     | X   | X   |     | X   |     |     | X   |     |     | X   | X   | X   |     | X   |     |     |     |     |     |
| 2015  |     | X   | X   |     | X   |     | X   |     |     |     |     |     |     |     |     |     |     |     |     |     |
| 2016  |     | X   | X   |     | X   | X   | X   |     |     |     |     |     |     |     |     |     |     |     |     |     |
| 2017  |     |     |     |     | X   | X   |     |     |     |     | X   |     | X   | X   | X   |     |     |     |     |     |
| 2018  |     | X   | X   |     | X   | X   |     | X   |     |     |     |     |     |     |     |     |     |     |     |     |
| 2019  |     | X   | X   |     | X   | X   |     |     |     |     |     |     |     |     |     |     |     |     |     |     |
| 2020  |     |     |     |     |     |     |     |     | X   | X   |     | X   |     |     | X   | X   |     |     |     |     |
| 2021  |     | X   | X   |     | X   | X   |     |     |     |     |     |     |     |     |     |     |     |     |     |     |
| 2022  |     |     | X   | X   | X   |     |     | X   |     |     |     |     |     |     |     |     |     |     |     | X   |
| 2023  |     | X   |     |     |     |     | X   | X   | X   |     |     |     |     |     |     |     |     |     |     | X   |
| 2024  |     |     | X   |     |     |     |     | X   |     | X   | X   |     | X   |     |     |     |     |     |     |     |
| Total | 0   | 21  | 24  | 6   | 27  | 10  | 7   | 21  | 17  | 7   | 10  | 10  | 8   | 5   | 8   | 4   | 0   | 3   | 2   | 3   |

En sus, le parcours s'est rendu plusieurs fois à l'étranger : Saint-Marin en 1988, Suisse en 2004 et 2005, ainsi que Slovénie en 2015.

### Villes étapes
Les villes étapes suivantes accueillent le Tour d'Italie plusieurs années (liste non-exhaustive) :
| - 5 années - Milan : 1988, 1996, 2004, 2005, 2021 - Crocetta del Montello : 1994, 1995, 1996, 2004, 2007 - 4 années - Rome : 1988, 1996, 2011, 2012 - Verbania : 2014, 2015, 2016, 2018 - San Fior : 2014, 2015, 2016, 2017 - 3 années - Mantoue : 1988, 2008, 2015 - Vérone : 1990, 1997, 2011 - Modène : 1990, 2012, 2023 - Florence : 1994, 1995, 1996 - Castegnato : 1994, 1995, 1996 - Pontedera : 1995, 2002, 2009 - Perignano : 1995, 1996, 2002 - Vittorio Veneto : 1998, 2001, 2019 - Correggio : 1998, 2002, 2007 - San Vendemiano : 2005, 2017, 2021 - San Domenico di Varzo : 2013, 2014, 2015 - Gaiarine : 2014, 2015, 2016 - 2 années - Venise : 1989, 2003 - Capannori : 1993, 1994 - Diano Marina : 1993, 1994 - Pescia : 1994, 1995 | - - Grosseto : 1995, 2020 - Bonate Sotto : 1995, 1996 - Fiera di Primiero : 1995, 1996 - San Martino di Castrozza : 1995, 1996 - Lari : 1996, 2002 - Bareggio : 1996, 2004 - Forli : 1997, 2011 - Trieste : 1997, 2010 - Udine : 1997, 2019 - Monte Zoncolan : 1997, 2018 - Tambre : 1998, 1999 - Imola : 1998, 2024 - Valdobbiadene : 2000, 2001 - Trente : 2000, 2001 - Lesmo : 2002, 2004 - Jesi : 2003, 2014 - Grumo Nevano : 2003, 2009 - Pozzo d'Adda : 2004, 2015 - Novare : 2007, 2008 - Bergame : 2012, 2022 - Varazze : 2013, 2016 - Corbetta : 2013, 2018 - Torre del Greco : 2017, 2020 - Olbia : 2022, 2023 |

On peut noter que San Fior, San Vendemiano, Vittorio Veneto et Gaiarine sont distantes de seulement quelques kilomètres dans la province de Trévise. Crocetta del Montello et Valdobbiadene, quoique plus à l'ouest, sont également dans cette province.

## Organisation
Les trois premières éditions sont organisées par Eugenio Bomboni (it) et Pasquale Piacente,,. La première épreuve est organisée conjointement par le Gruppo sportivo Piacente di Roma et par le Veloclub Donna Sport.
En 1998, l'Union Ciclistica Vittorio Veneto organise l'épreuve.
En 2002, la Fédération italienne de cyclisme confie l'organisation à Giuseppe Rivolta afin de sauver l'épreuve. Il reste dans l'équipe organisatrice au moins jusqu'en 2021. En 2024, RCS MediaGroup, l'organisateur du Tour d'Italie masculin, devient l'organisateur de la course.
L'organisation n'a pas toujours brillé par sa qualité. En 2023, Cycling news mentionne ainsi que le parcours est souvent révélé très tardivement. Comme autres exemples : certains parking étaient parsemés de verre cassé, des voitures enlevées de la ligne de départ à la dernière minute ou l'hébergement de quatre coureuses par chambre d'hôtel. En 2000, la position des sprints intermédiaires différait ainsi parfois de celle indiquée,. En 2003, la liste de départ du prologue, qui débute à 20h, n'est connue qu'après cette heure et change plusieurs fois. Celui-ci comptait parfois pour le classement général, parfois non, cela n'était pas toujours indiqué de manière claire par l'organisation,.

## Relégation en catégorie nationale en 2002
En 2002, Alessandra Cappellotto manque un contrôle antidopage durant le Tour du Trentin. Elle est donc suspendue quinze jours. En vertu de cette règle, elle ne peut pas prendre le départ du Tour d'Italie. Toutefois sur ce point, le règlement de la fédération italienne est en contradiction avec la réglementation UCI, qui elle, l'autorise à démarré. D'interminables réunions s'ensuivent. Le directeur du Giro, Giuseppe Rivolta décide finalement d'exclure l'équipe Power Plate- Bik de la course. Le représentant de l'UCI, Simon Didier, quitte la course et la déclasse en catégorie nationale.

## Primes

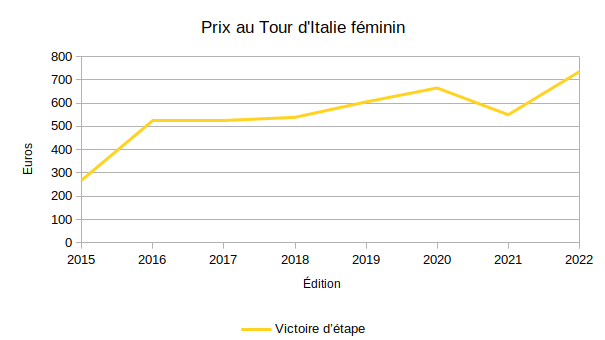
Primes pour la victoire d'une étape

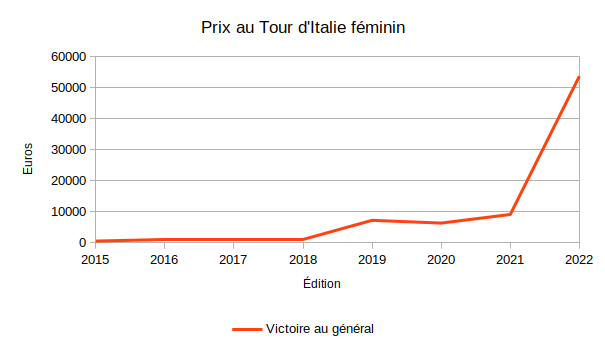
Primes pour la victoire au classement général

Les primes restent longtemps stables, ainsi la victoire d'étape attribue 248 € en 2004 et 269 € en 2015 ; la victoire au classement général attribue 457 € en 2004 et 525 € en 2015. En 2016, les primes sont doublées. En 2019, la prime pour la victoire finale passe subitement de 1 145 € à 7 210 €. En 2021, année de réapparition du Tour de France Femmes, la prime pour la victoire finale atteint 53 675 €. En parallèle, l'évolution de la prime pour une victoire d'étape reste plus modérée avec 735 € en 2021.

## Couverture médiatique
La RAI couvre de longue date l'épreuve (au moins depuis 2007). Un résumé quotidien est généralement diffusé.

## Dopage
L'édition 2001 a été marquée par le dopage. Le 12 juillet, la police italienne effectue une descente dans les hôtels à la recherche de produits dopant. Le matin du 13, Rosalisa La Pomarda, alors troisième du classement général, est exclue de la course après un contrôle sanguin l'indiquant inapte à concourir. Par la suite, la vainqueur de l'épreuve Zinaida Stahurskaia est contrôlée positive à un diurétique.

## Divers
En 1998, pour la première fois, ce sont des mannequins masculins qui célèbrent les vainqueurs sur le podium.